# Topánfalva
Topánfalva (románul: Câmpeni, németül: Topersdorf) város Romániában, Erdélyben, Fehér megyében.

## Fekvése
A Mócvidék központi települése az Erdélyi-szigethegységben, az Aranyos partján, Gyulafehérvártól 76 kilométerre északnyugatra, a 75-ös és 74-es út találkozásánál.

## Nevének eredete
Magyar nevének előtagja a Topán személynév, amely a Topa helységnév román képzős alakjából való. A topány szó azonban népcsoportnévként is használatos volt a kora újkorban: Topánfalva vidékének, az Aranyos felső folyásának román lakóit jelölte. Először 1565-ben említették (Topanfalva). Román nevének jelentése 'mezeiek' (először 1750, Kimpeni).

## Története
Nagy területre kiterjedő szórványtelepülés volt. Lakói juhászattal foglalkoztak és a 17. században legeltetés céljából a Gyalui-havasokat bérelték. 1649-től kezdve a zalatnai felső kincstári bányauradalom székhelye volt. 1750-ben 667 háztartást, 1786-ban 5456 lakost számoltak meg benne. A kettő közötti különbség valószínűleg abból származik, hogy az első esetben csak a településközpontot, 36 év múlva pedig az egész határt írták össze.
1782. május 24-én vásárra érkezett móc parasztok összetörték az örmény uradalmi bérlők edényeit, mivel azok elkobozták a mócok mézes pálinkáját és méhsörét. Az ezt követő vizsgálat a mócok szerint aránytalanul magas, 8700 forintos kárt állapított meg. Ebben az ügyben járt a bécsi udvarban Horea, és így közvetve ez vezetett a két évvel későbbi parasztfelkeléshez. 1784-ben a lázadás székhelyéül, Horea főhadiszállásául szolgált. Csapatai 1784. november 5-én a királyi jószág-ispán épületeit, levéltárát kifosztották és lerombolták a Szent Ferenc szerzetesi rend épületével és templomával együtt.
1848. április 7-én négy–ötszáz fő előtt Simion Balint és Ioan Buteanu Erdély Magyarországgal való unióját és a jobbágyság eltörlését követelte. Avram Iancu június 9-én, a vásáron beszédet mondott, amelyben a parasztokat fegyverkezésre hívta föl. Június 17-én újabb népgyűlésre került sor. 19-én Iancu fegyveres felkelést hirdetett, de a felkelést Nicolae Corcheș topánfalvi templomfestő és Nicolae Fodor kerpenyesi ortodox pap, Iancu aláírását meghamisítva lefújta. Iancu a jobbágyfelszabadítás után megfogalmazta, hogy a mócok a fiskus erdeire és legelőire is igényt tartanak. A harmadik balázsfalvi gyűlésen Topánfalvát prefektúra székhelyévé tették, amelynek élére Iancut nevezték ki. Ősztől Iancu innen irányította gerillaháborúját. 1849. május 5-én az itt tartott népgyűlésen olvasták fel Kossuth levelét, tartott beszédet Ioan Dragoș és fogadták el Kossuth békeajánlatát. Másnap az Abrudbányára bevonuló Hatvani elől ide menekült Iancu. Július 26-án itt találkozott vele Nicolae Bălcescu. 1852. június 21-én itt szállt meg Ferenc József, de a késő este audienciára jelentkező Iancut nem fogadta. A nyár folyamán Iancu leverte a kétfejű sasos címert a kincstár épületéről, rátámadt a kataszteri földmérőkre, mígnem augusztusban letartóztatták. A zavart elméjű egykori parasztvezér élete végéig gyakran tartózkodott Topánfalván, 1859 novemberében itt jelentette ki, hogy „a Székelyföld is él még, s a székelyekkel az ember egész Európát meghódíthatja.”
Római katolikus egyházát 1779-ben badeni és tiroli erdőmunkások számára szervezték. Iskolát a román görögkatolikusokkal közösen tartott fenn, és bár már az 1800-as évektől magyar plébánosok szolgáltak benne, az iskolában a görögkatolikus kántortanító tanított, románul. Az 1860-as években már a székelyek alkották a többséget a gyülekezetben. A közös római–görögkatolikus iskolát 1884-ben államosították.
Torda, majd Torda-Aranyos vármegye egyik járásának székhelye volt. 1861-ben a topánfalvi járás ünnepélyesen a román nyilvánította hivatali nyelvéül. 1882-től gyógyszertára működött. 1894-ben Doina néven népbankot hoztak létre benne. Az 1890-es években azotint gyártó robbanószergyára, az 1910-es években bőrüzeme, egy fogadója, öt vendéglője és négy kávéháza működött. 1900-ban házainak 99%-a fából, zsindellyel fedve épült. 1904. augusztus 17-én tüzet fogott a Csiky testvérek üzlete és az ezt követő tűzvészben 76 ház, valamint mindkét román templom leégett. Az 1912-ben elkészült Torda–Topánfalva-vasútvonal végállomása volt, amelyen 1996-ban megszűnt a közlekedés, és később a forgalomból is kivonták.
1922 és 30, 1945 és 48 között, majd 1961 óta gimnázium, 1927 óta faipari szakiskola működik benne. 1950 és 68 között rajoni székhely volt, 1968 óta tartozik Fehér megyéhez. 1950-ben hozzácsatolták az addig Aranyosszohodolhoz tartozó, Aranyos jobb parti Poduri, Vârși, Dănduț, Furduiești és Fața Abrudului házcsoportokat. 1961-ben kapott városi rangot.
1910-ben 2967 lakosából 2692 volt román, 219 magyar és 30 német anyanyelvű; 1982 ortodox, 740 görögkatolikus, 141 római katolikus és 64 református vallású.
A városközpontnak 2002-ben 5238 lakosa volt, közülük 5031 román és 188 cigány nemzetiségű; 5045 ortodox, 67 görögkatolikus, 47 baptista és 45 pünkösdi vallású. A hozzá tartozó házcsoportokkal, de Csertés nélkül 8007-en lakták, akik közül 7737 volt román, 248 cigány és 14 magyar nemzetiségű; 7717 ortodox, 120 görögkatolikus, 67 baptista, 59 pünkösdi és 15 római katolikus vallású.

## Híres emberek
- Itt született 1914-ben Valerian (Viorel) Trifa, az Amerikai Egyesült Államok és Kanada román ortodox egyházának érseke. 1975-ben vasgárdista múltja, az 1941-es bukaresti pogromban való felbujtó szerepe és Himmlernek írt képeslapja ügyében az amerikai igazságügyminisztérium vizsgálatot indított, amelynek 1982-ben Portugáliába való távozása vetett véget.[13]

## Gazdasága
Gazdasági életében a bútoripar, a mezőgazdaság és a fakitermelés a meghatározó. Területének 32%-a erdő. A szántóterületen főként burgonyát és takarmánynövényeket termesztenek.

## Látnivalók
- A „hegyi” ortodox templom 1811-ben, a római katolikus 1832-ben épült.
- Az Avram Iancu egykori főhadiszállása helyén álló épületben múzeumot rendeztek be.[14] Ugyancsak múzeum működik a mócok és az örmény bérlők közötti 1782-es incidens színhelyéül szolgáló pincében.
- Az Aranyoson felfelé, Mihoești-nél található víztározó 1987-ben készült el.[15]

## Képek

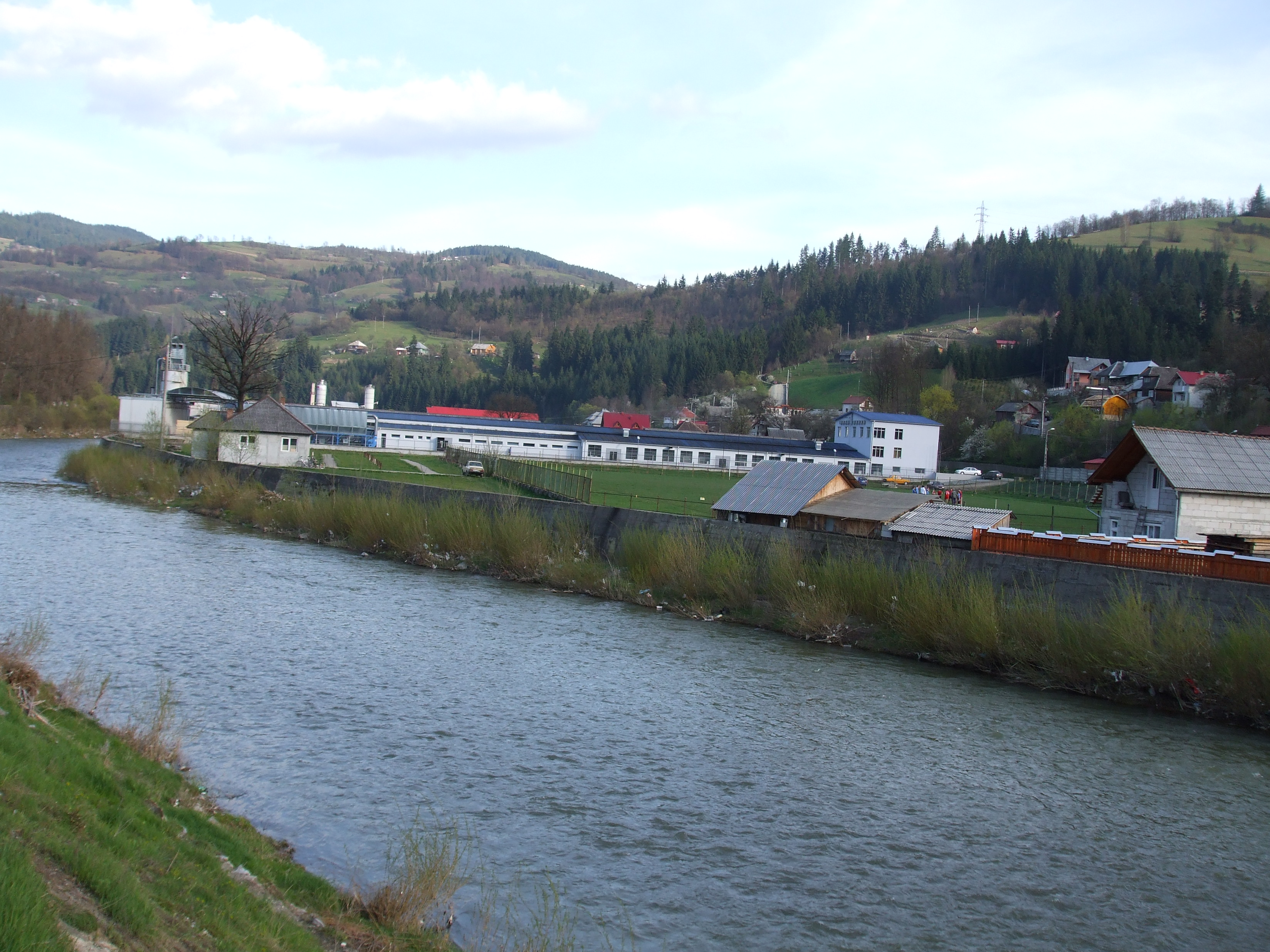
Az Aranyos a város délkeleti részén
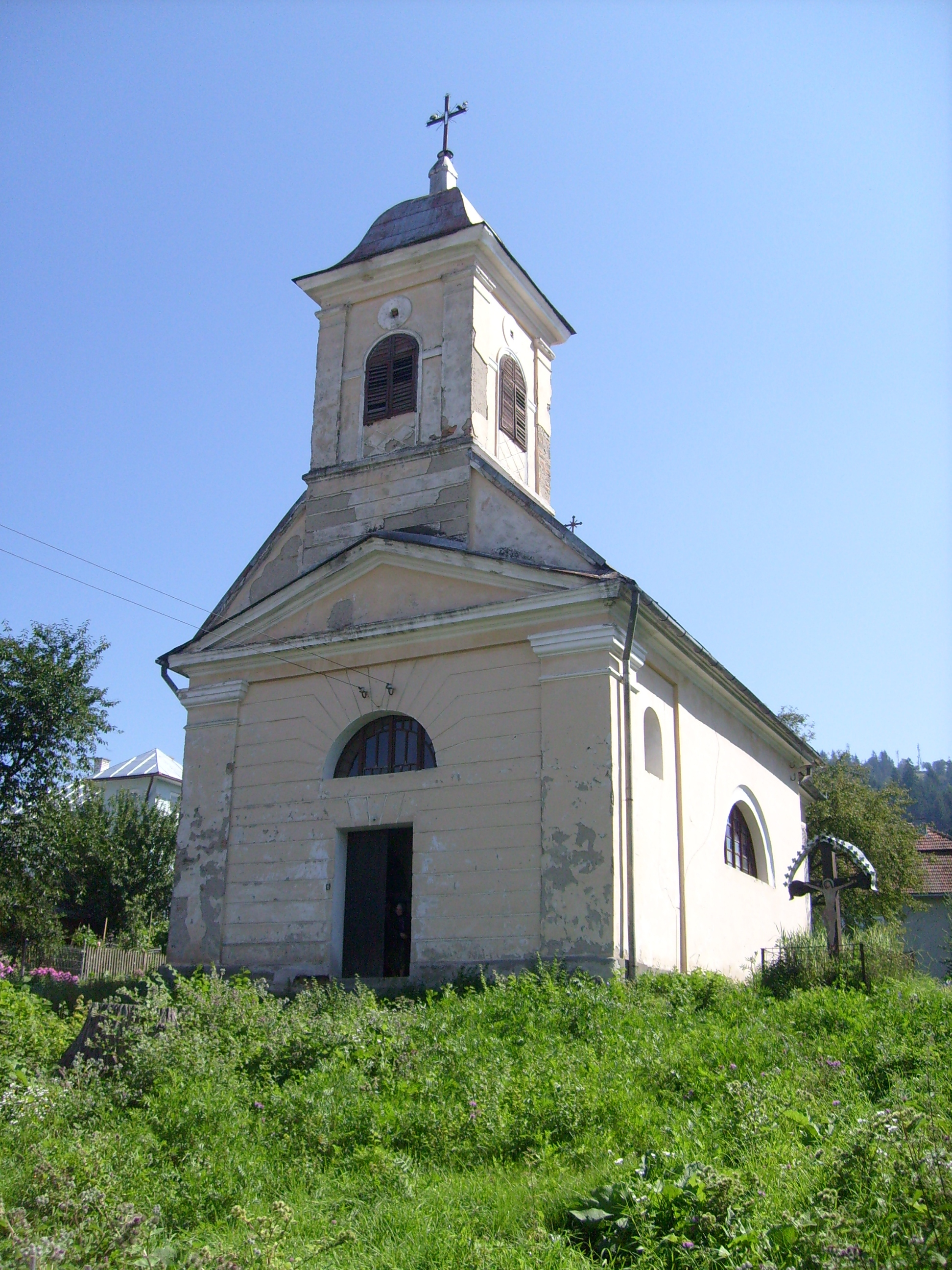
Katolikus templom
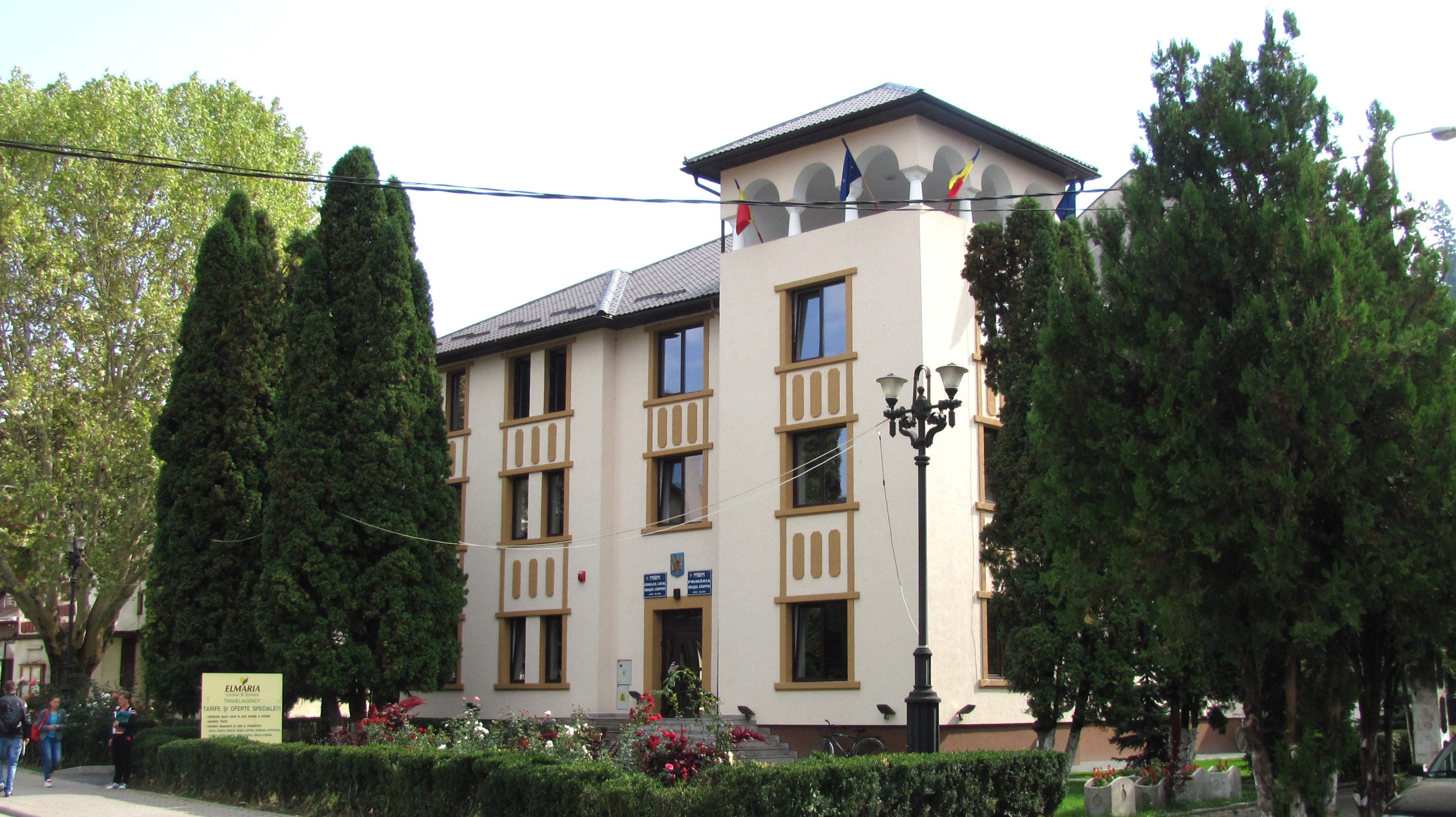
Városháza
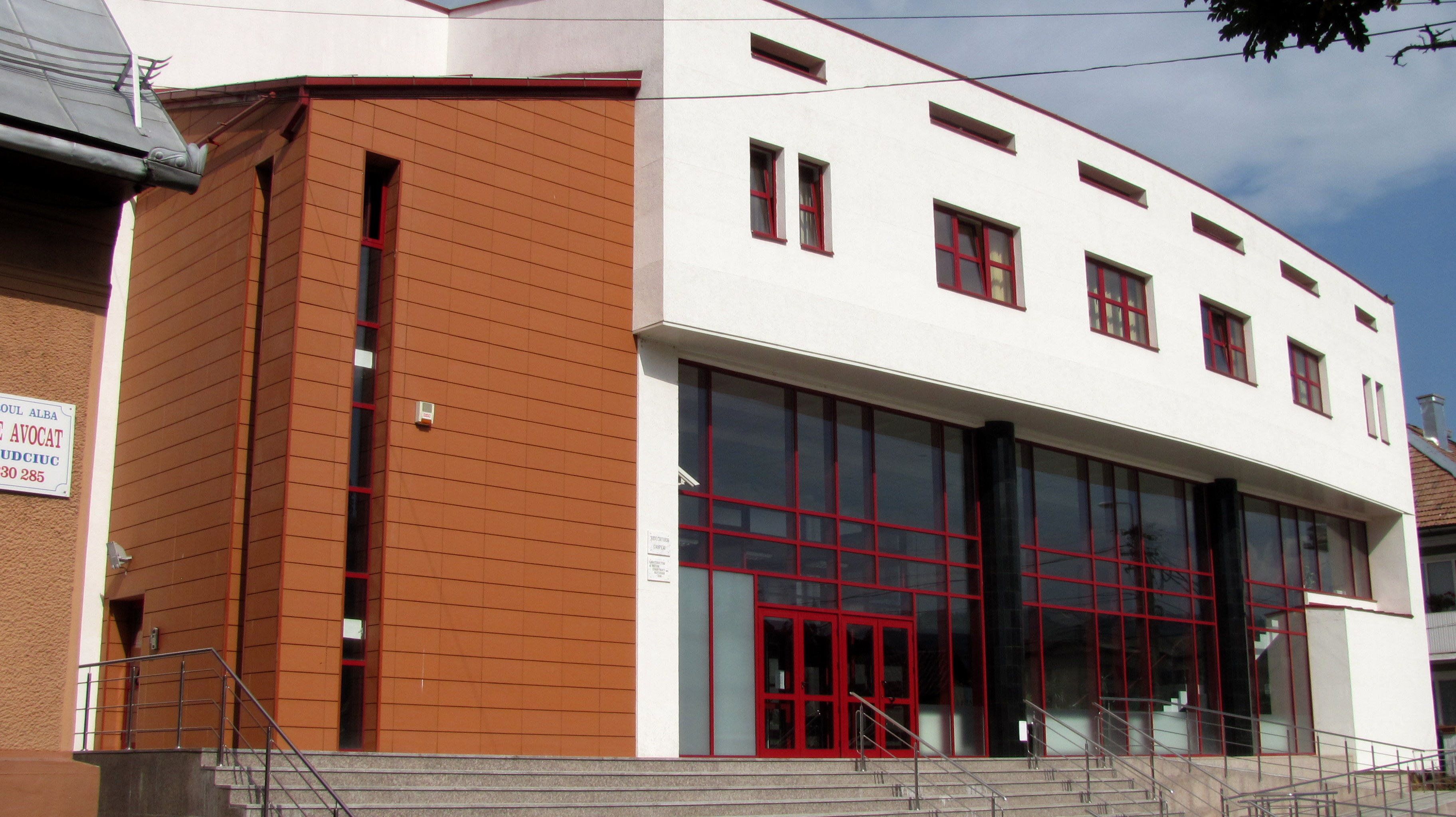
Bíróság
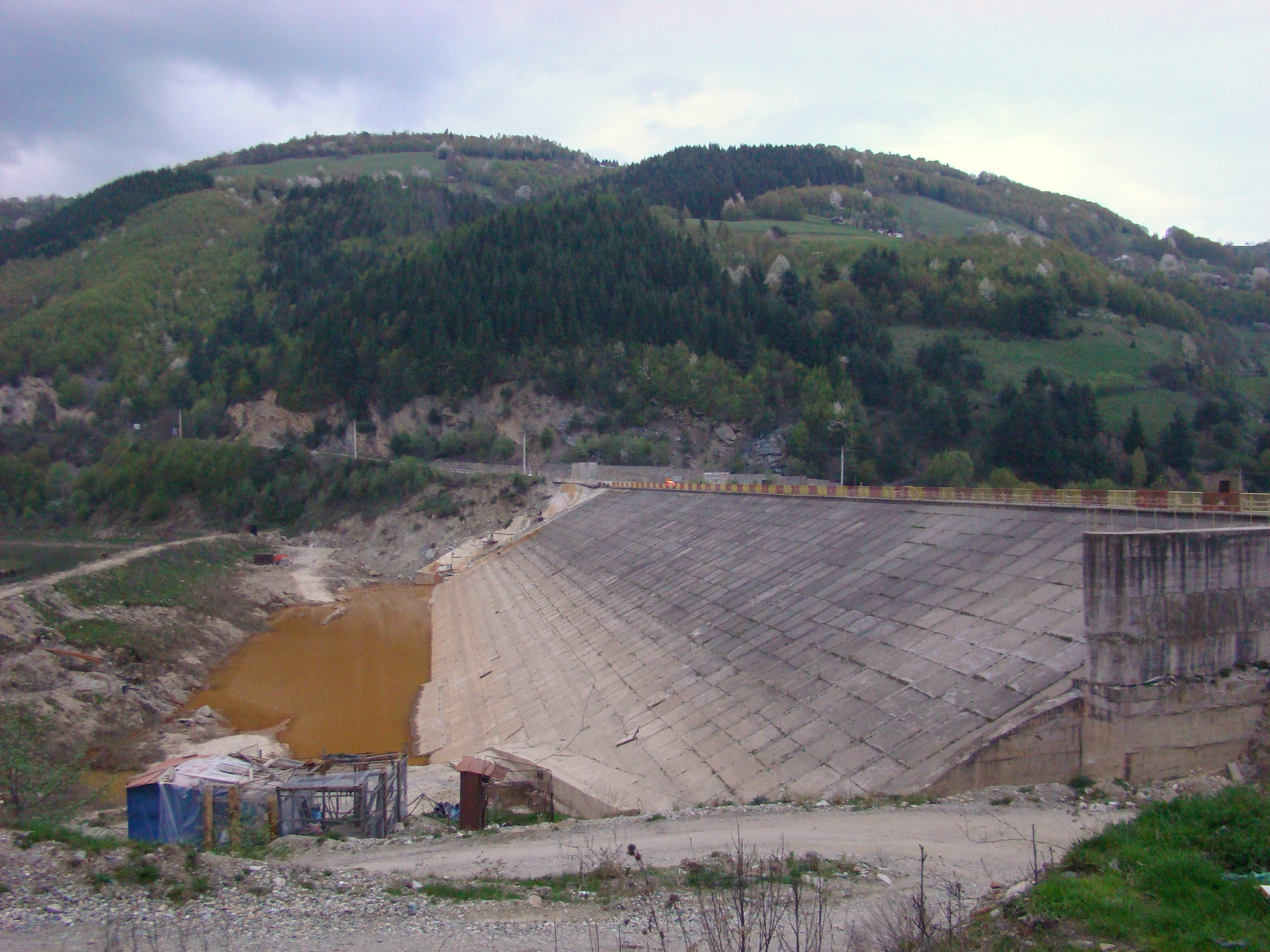
A mihoești-i duzzasztógát